# ジョン＝ジョン・ロブレス
ジョン=ジョン・ロブレス（Jon-Jon Robles, 1986年9月30日 - ）は、フィリピンの野球選手（投手、一塁手）。左投左打。

## 経歴
ベースボールフィリピンのマカティ・マリナーズでプレーした後、2008年にチェコ国内リーグであるチェコ・エクストラリーグのオストラヴァ・アローズ に移籍した。
チェコでは2年間で通算19勝11敗、防御率1.38の成績をマークし、2008年には11勝2敗、防御率1.20の好成績でリーグ最優秀投手賞を獲得した。またチェコでは一塁手としてもプレーした。
2010年からはベースボールフィリピンのマニラ・シャークスに国内復帰した。
2012年のベースボールフィリピン解散後はフィリピン空軍に所属しプレーを続けている。
フィリピン代表では主に先発を務め、2007年に開催された第24回アジア野球選手権大会では日本戦に先発し、4回を投げ被安打9、四死球4、失点6で敗戦投手となった。その後もフィリピン代表の常連として、2013年の第3回WBC予選 、2017年の第4回WBC予選のメンバーに選出されている。 
2018年に香港で開催されたアジア野球連盟主催の東アジアカップにおいて、2勝を挙げ最優秀投手賞を獲得した。